# Julia Bond
Julia Bond (Long Beach, 26 febbraio 1987) è un'ex attrice pornografica statunitense.

## Biografia
Fa il suo esordio nel 2005 a 18 anni. Molti dei suoi film contengono delle scene interrazziali. È stata considerata come box cover queen durante l'estate dello stesso anno, per essere apparsa su numerose copertine di DVD. È stata protagonista di numerosi film.
Ha una figlia, Kaitlynn Rhenea.
Julia Bond ha diversi tatuaggi, tra cui:
- delle impronte di procione sui suoi seni rifatti (modificate e sostituite con due rose);
- la scritta "till death do us part" (finché morte non ci separi) sopra un teschio umano, sul braccio sinistro;
- la scritta "Fingaz" (il nome d'arte del suo ragazzo) sull'avambraccio destro;
- una "cornicetta" decorativa intorno all'ombelico;
- due pistole sulle anche che mirano verso le scritta "William" che ha sul basso ventre;
- una cavigliera con ciondolo a croce sulla caviglia sinistra;
- il coniglietto di Playboy sulla caviglia destra;
- ali d'angelo su tutta la schiena;
- alcune stelle sotto la nuca;
- la scritta "Daddy's little girl" sopra al fondoschiena.

Il 18 marzo 2005 fu intervistata dal noto conduttore americano Jay Leno e alla domanda se avesse mai posato nuda, Julia rispose mostrando il paginone centrale di una rivista per adulti.
È apparsa al Jerry Springer Show il 26 luglio 2006 rivelando a sua madre la realizzazione di 45/50 film porno in un anno .
Ha lavorato per: Evil Angel, New Sensations, Zero Tolerance Entertainment, Elegant Angel, Digital sin, 3rd Degree, Shane's World, DVSX, VCA Pictures, Naughty America.

## Filmografia
- 2 Young To Fall In Love 1 (2005)
- Bangin White Hos 1 (2005)
- Big Booty White Girls 3 (2005)
- Big Bubble Butt Cheerleaders 1 (2005)
- Big Butt Smashdown 4 (2005)
- Big Cock Seductions 23 (2005)
- Big White Wet Butts 3 (2005)
- Black Dicks Latin Chicks 6 (2005)
- Blow Me Sandwich 8 (2005)
- Craving Big Cocks 7 (2005)
- Cumming of Age 2 (2005)
- Darkside (2005)
- Deviant Teens 1 (2005)
- Double Play 3 (2005)
- Eighteen 'N Interracial 18 (2005)
- Face Blasters 3 (2005)
- Fine Ass Bitches 2 (2005)
- First Offense 13 (2005)
- Fishnets 3 (2005)
- Four Finger Club 22 (2005)
- Girl Crazy 6 (2005)
- Girls Night Out 2 (2005)
- Girlvana 1 (2005)
- Hand to Mouth 2 (2005)
- Hellcats 8 (2005)
- Her First Big Cock 2 (2005)
- I Can't Believe I Took The Whole Thing 1 (2005)
- In Your Mouth And On Your Face 2 (2005)
- Iron Head 7 (2005)
- Jungle Love 5: Interracial Game (2005)
- Little White Slave Girls 10 (2005)
- Maxx Blacc 2: Disturbing The Spanish Pussy (2005)
- More Dirty Debutantes 313 (2005)
- More Dirty Debutantes 317 (2005)
- My Daughter's Fucking Blackzilla 1 (2005)
- My Virtual Adulteress Julia (2005)
- Nuttin' Hunnies 2 (2005)
- POV Fantasy 3 (2005)
- Reality Teens Gone Crazy 4 (2005)
- Sex with Young Girls 8 (2005)
- She Got Ass 8 (2005)
- Surrender to Lust (2005)
- Teen Dreams 11 (2005)
- Teens Too Pretty for Porn 2 (2005)
- Two Dicks For Every Chick 1 (2005)
- Watch Me Cum 1 (2005)
- Wet Detailed and Nailed (2005)
- What An Ass 1 (2005)
- Young As They Cum 17 (2005)
- Young As They Cum 18 (2005)
- American Daydreams 3 (2006)
- Ass Masterpiece 3 (2006)
- Ass Parade 9 (2006)
- Bachelor Party Fuckfest 1 (2006)
- Big and Bouncy 2 (2006)
- Big Booty Revenge 2 (2006)
- Big Booty White Girls 4 (2006)
- Black Owned 1 (2006)
- Bomb Ass White Booty 5 (2006)
- Cumstains 7 (2006)
- Finger Licking Good 3 (2006)
- Hot In Here 3 (2006)
- Julia Bond (2006)
- Lesbian Training 3 (2006)
- Licking Pussy 12 Ways 2 (2006)
- Load Sharing 1 (2006)
- My Sister's Hot Friend 3 (2006)
- Nasty Girls Wide Open (2006)
- POV Casting Couch 6 (2006)
- Sexy Role Play (2006)
- Slumber Party 20 (2006)
- SoCal Coeds 1386 (2006)
- SoCal Coeds 3 (2006)
- Stranded Teens (2006)
- Teen America (2006)
- This Butt's 4 U 1 (2006)
- Who's Your Daddy 8 (2006)
- Adventures of Shorty Mac 3 (2007)
- Ashlynn and Friends 2 (2007)
- Ass Worship 10 (2007)
- Big Booty Betty Blockhead (2007)
- Big Wet Asses 11 (2007)
- Bubble Butt Bonanza 10 (2007)
- Buttworx (2007)
- Celebusluts (2007)
- Cum On In 3 (2007)
- Diary of a Nanny 1 (2007)
- Diary Of Julia Bond (2007)
- Fantasy All Stars 4 (2007)
- Filthy's Ass Obsession 1 (2007)
- I Love Sunny (2007)
- I Love Tory (2007)
- Lucky Lesbians 1 (2007)
- Naughty America: 4 Her 1 (2007)
- Orgy World: The Next Level 11 (2007)
- Pigtails Round Asses 3 (2007)
- Plump Round Rumps (2007)
- Shane Diesel Fucks Them All 3 (2007)
- Shorty's Outtakes (2007)
- Teenstravaganza 2 (2007)
- Ties That Bind 2 (2007)
- ATK Petite Amateurs 3 (2008)
- Curvy Cuties (2008)
- Fantasy All Stars 9 (2008)
- Her Deep Dark Secret 4 (2008)
- I Love Big Butts (2008)
- I Love Girls Doin Girls (2008)
- Jules Jordan's Ass Stretchers POV 1 (2008)
- Lazos De Amor: The Ropes of Love (2008)
- Load Warriors 1 (2008)
- Pornstar Experiment (2008)
- Solostravaganza 3 (2008)
- 2 Chicks Same Time 4 (2009)
- ATK Petite Amateurs 4 (2009)
- Big Butt Theory (2009)
- Blown Away 1 (2009)
- Breast Seller 5 (2009)
- Crazy for Lingerie (2009)
- Double Tapped (2009)
- Fox Holes (2009)
- Frat House Fuckfest 13 (2009)
- Mandingo Goes Deep (2009)
- Monsters of Cock 18 (2009)
- Paste My Face 14 (2009)
- Pornstars Like It Big 5 (2009)
- Show Me The Money Shot (2009)
- Star Power (2009)
- Virgin Cheerleaders (2009)
- 10 Quickies (2010)
- ATK Petite Amateurs 7 (2010)
- Big Wet Butts 2 (2010)
- Thrilla in Vanilla 2 (2010)
- Big Pussy Solo Masturbation: Specialty Edition (2012)
- Dirty Lickin' Dozen (2012)
- Pierced Pussys (2012)
- Sumthin Bout Luscious Lopez (2012)
- Classroom Confessions (2013)
- Playing With Herself (2013)
- Tie Me Up and F**k Me (2015)
- Bang Theory 5 (2016)